# 飛揚的音符 (華視綜藝節目)
《飛揚的音符》是中華電視公司（華視）1990年代綜藝節目，華視旗下藝人輪流主持。

## 單元
- 聽音樂。聽藝人唱舊歌、新歌、外國歌曲等。
- 介紹。介紹所有來賓及主持人。

## 資料
1. ↑  台灣電視資料庫1[永久]
2. ↑  台灣電視資料庫2[永久]